# 阿夏戈
阿夏戈（義大利語：Asiago，[aˈzjaːɡo]），是意大利威尼托大区维琴察省的一个市镇。总面积162平方公里，人口6488人，人口密度40.0人/平方公里（2009年）。国家统计（ISTAT）代码为024009。阿夏戈出产的奶酪十分著名，而隶属帕多瓦大学的阿夏戈天文台亦位于此处。

## 毗邻城市
Borgo Valsugana, Caltrano, Calvene, Castelnuovo, Conco, Enego, Foza, Gallio, Grigno, Levico Terme, Lugo di Vicenza, Lusiana, Ospedaletto, Roana, Rotzo, Valstagna, Villa Agnedo.